# Coleophora stachi
Coleophora stachi é uma espécie de mariposa do gênero Coleophora pertencente à família Coleophoridae.